# José Casas
Pour les articles homonymes, voir Casas.
Casas  García est un nom espagnol. Le premier nom de famille, en général paternel, est Casas ; le second, en général maternel, souvent omis, est García.
José Casas García (né le 21 mars 1945 à Avila) est un coureur cycliste professionnel espagnol.  

## Palmarès

### Palmarès amateur
- 1970
  - Cinturón a Mallorca :
    - Classement général
    - 2e étape

  - 2e du Tour de Cantabrie
  - 3e du Tour de Navarre

### Palmarès professionnel
- 1971
  - 3eb étape du Tour de La Rioja (contre-la-montre par équipes)
  - 2e du Tour de La Rioja

- 1972
  - 2eb étape du Tour de La Rioja (contre-la-montre par équipes)

- 1974
  - 4eb étape de la Semaine catalane (contre-la-montre)
  - 1re étape du Tour des vallées minières
  - 2e du Tour des vallées minières
  - 3e du Tour de La Rioja
  - 6e de la Semaine catalane

- 1975
  - 1re étape du Tour des Asturies
  - 3eb étape du Tour de Cantabrie
  - 2e du Tour de Cantabrie

- 1976
  - 3e du Tour des vallées minières

## Résultats sur les grands tours

### Tour de France
3 participations
- 1971 : abandon (16ea étape)
- 1975 : 36e
- 1976 : abandon (14e étape)

### Tour d'Espagne
2 participations
- 1973 : 42e
- 1974 : 33e